# Stichterweide
Stichterweide ist ein Ortsteil von Halver im Märkischen Kreis im Regierungsbezirk Arnsberg in Nordrhein-Westfalen (Deutschland).

## Lage und Beschreibung
Stichterweide liegt südöstlich des Halveraner Hauptortes auf 406 Meter über Normalnull. Der Ort ist über eine Nebenstraße zu erreichen, die zwischen Neuenherweg und Burg von der Landesstraße L528 abzweigt und auch Collenberg, Sticht und Schlemme anbindet. Weitere Nachbarorte sind  Oberherweg, Schröders Herweg, Im Wiebusch, Grund, Bergfeld und Schneehohl.

## Geschichte
Stichterweide wurde erstmals 1887 urkundlich erwähnt und ist ein Abspliss von Sticht.